# Girgajny
Girgajny [ɡirˈɡai̯nɨ] (tiếng Đức Gergehnen) là một ngôi làng thuộc khu hành chính của Gmina Zalewo, thuộc hạt Iława, vùng Voianoduripian của Masian 